# Auguste Cazalet
Pour les articles homonymes, voir Cazalet.
Auguste Cazalet, né le 7 septembre 1938 à Sévignacq-Meyracq (Basses-Pyrénées) et mort le 4 juin 2013 à Bordeaux (Gironde), est un homme politique français.
Agriculteur de profession, il est élu sénateur des Pyrénées-Atlantiques le 25 septembre 1983, puis réélu le 27 septembre 1992 et le 23 septembre 2001. Son mandat se termine le 30 septembre 2011.

## Mandats
- Conseiller régional d'Aquitaine[1]
- Député des Pyrénées-Atlantiques de 1978 à 1981
- Maire de Sévignacq-Meyracq
- Sénateur des Pyrénées-Atlantiques de 1983 à 2011